# Martin Möbius (Jurist)
Hermann Martin Möbius (* 22. Januar 1888 in Großrügeln bei Oschatz; † nach 1944) war ein deutscher Verwaltungsjurist. Er war Präsident des Gauarbeitsamtes und der Landesversicherungsanstalt Sachsen.

## Leben und Wirken
Nach Schulbesuch studierte er Rechtswissenschaft an der Ludwig-Maximilians-Universität München und promovierte zum Dr. jur. Seit 1907 gehörte er der Münchener Burschenschaft Danubia an. Ab 1938 war er Präsident des Landesarbeitsamtes Sachsen, das 1943 in Gauarbeitsamt umbenannt wurde. Außerdem war er als Nachfolger von Johannes Röntsch Präsident der Landesversicherungsanstalt Sachsen.
Möbius trat zum 1. April 1932 der NSDAP bei (Mitgliedsnummer 1.064.456), war ehrenamtlich als SS-Sturmbannführer im SS-Hauptamt Berlin (SS-Nummer 276.289) und als Mitarbeiter in der Reichsleitung der NSDAP - Hauptamt für Beamte - tätig.